# Hoofdstedelijke Openbare Bibliotheek
De Hoofdstedelijke Openbare Bibliotheek (HOB) was een Nederlandstalige openbare bibliotheek in Brussel. Ze maakte deel uit van de Vlaamse Gemeenschapscommissie (VGC) en bestond onder deze naam van 1974 tot 2011. Hierna ging ze op in Muntpunt.

## Geschiedenis
Op 15 januari 1969 werd het eerste plan opgevat om te komen tot een betekenisvolle Nederlandstalige bibliotheek in Brussel te bevorderen door samenwerking tussen de twee belangrijkste  bibliotheken. De stichting van de Openbare Hoofdstedelijke Bibliotheek als vzw OHB werd uiteindelijk op 5 december 1974 een feit. Op 19 juni 1980 werd een nieuwe vzw met de naam Hoofdstedelijke Openbare Bibliotheek (HOB) opgericht. Op 13 mei 2011 ging de HOB op in Muntpunt, een Extern Verzelfstandigd Agentschap van het Ministerie van de Vlaamse Gemeenschap.
De administratie van de bibliotheek was gevestigd in de Brusselse Schildknaapstraat. De publieke bibliotheekruimte was ondergebracht op de gelijkvloerse en eerste verdieping van het aanpalende Monnaie House in de Koninginnestraat, nabij het Muntplein.
Door haar centrale ligging in het centrum van de hoofdstad lokte de bibliotheek dagelijks een ruim publiek, waaronder naast Brusselaars ook heel wat pendelaars.

## Collecties
De HOB bezat een aantal bijzondere collecties, waaronder een Babelcollectie, met vertaald Nederlandstalig werk, en een Brusselcollectie volledig gewijd aan de hoofdstad.